# 姶良市立姶良小学校
姶良市立姶良小学校（あいらしりつあいらしょうがっこう）は鹿児島県姶良市西餅田にある市立小学校である。

## 沿革
旧姶良町南部の人口増加に伴い、建昌小学校と重富小学校の校区を分割してその中間に1980年（昭和55年）に設置された。現在の市名を冠している学校であるが、姶良市内でも比較的新しい学校である。その後さらに1984年（昭和59年）に姶良ニュータウンの校区を西姶良小学校へ分割している。

### 年表
- 1979年（昭和54年）8月 - 校舎建設着工、3,342平方メートル。
- 1980年（昭和55年）
  - 4月5日 - 姶良町立姶良小学校として開校。
  - 9月 - プール完成[1]。
- 1981年（昭和56年）3月[1] - 体育館完成、1,034平方メートル。
- 1984年（昭和59年）
  - 3月[1] - 特殊教室完成。
  - 4月3日[1] - 西姶良小学校新設に伴い校区を分割。
- 1991年（平成3年） - 校舎増築。
- 2010年（平成22年）3月23日 - 合併により姶良市立姶良小学校と改称。

## 通学区域と進学先中学校
出典

### 通学区域
- 建昌、西之妻、西宮島町、楠元団地、楠元、西楠元団地、俵原、俵原団地東、俵原団地西、俵原団地県営、並木東、並木西、山野、重富団地、池島町、姶良駅南、サンライズ姶良

### 進学先中学校
- 姶良市立重富中学校

## 周辺
- 学校法人野口学園
  - エミールこども園
  - 幼保連携型認定こども園エミールさくらこども園
    - 上記2園は姶良市道をはさんで、敷地が隣接。
- 国道10号線

## アクセス
- 南国交通「8-1」系統・姶良NT車庫前～溝辺下十文字（論地岡）線で、「宮島町」停留所より、学校正門まで、
  - 姶良市役所西・鹿児島空港経由溝辺下十文字行のりばから、徒歩約395m・約6分。
  - 姶良ニュータウン車庫行のりばから、徒歩475m・約7分。
    - 正門から姶良ニュータウン車庫行停留所までは、直線距離で約300mほどだが、横断歩道がある国道10号線「姶良小入口」交差点まで廻る必要があるため、1.5倍以上の距離となる。
    - また、「俵原」停留所の方が学校敷地まで約90m前後と近いが、校門設置箇所の関係で、「宮島町」停留所で下車するより、遠廻りとなる。
- 九州自動車道（いずれも最短ルート移動した場合）
  - 桜島スマートICより車で、
    - 下り線側出口から、約625m・約1〜2分。
    - 上り線側出口から、約1.3km・約2〜3分。

  - ETC非装着車は、姶良ICから、約4km・約9分。
- 鹿児島空港から、
  - 車で、一般道経由で約15.8km・約30分。
  - ETC装着車で、九州自動車道経由し、桜島スマートIC下車で、約18.3km・約16分。
  - 上述の南国交通バスに乗車し35分、「宮島町」停留所下車後、徒歩。ただし、運行は朝1本のみ。